# Tobias Hoffmann (Gitarrist)

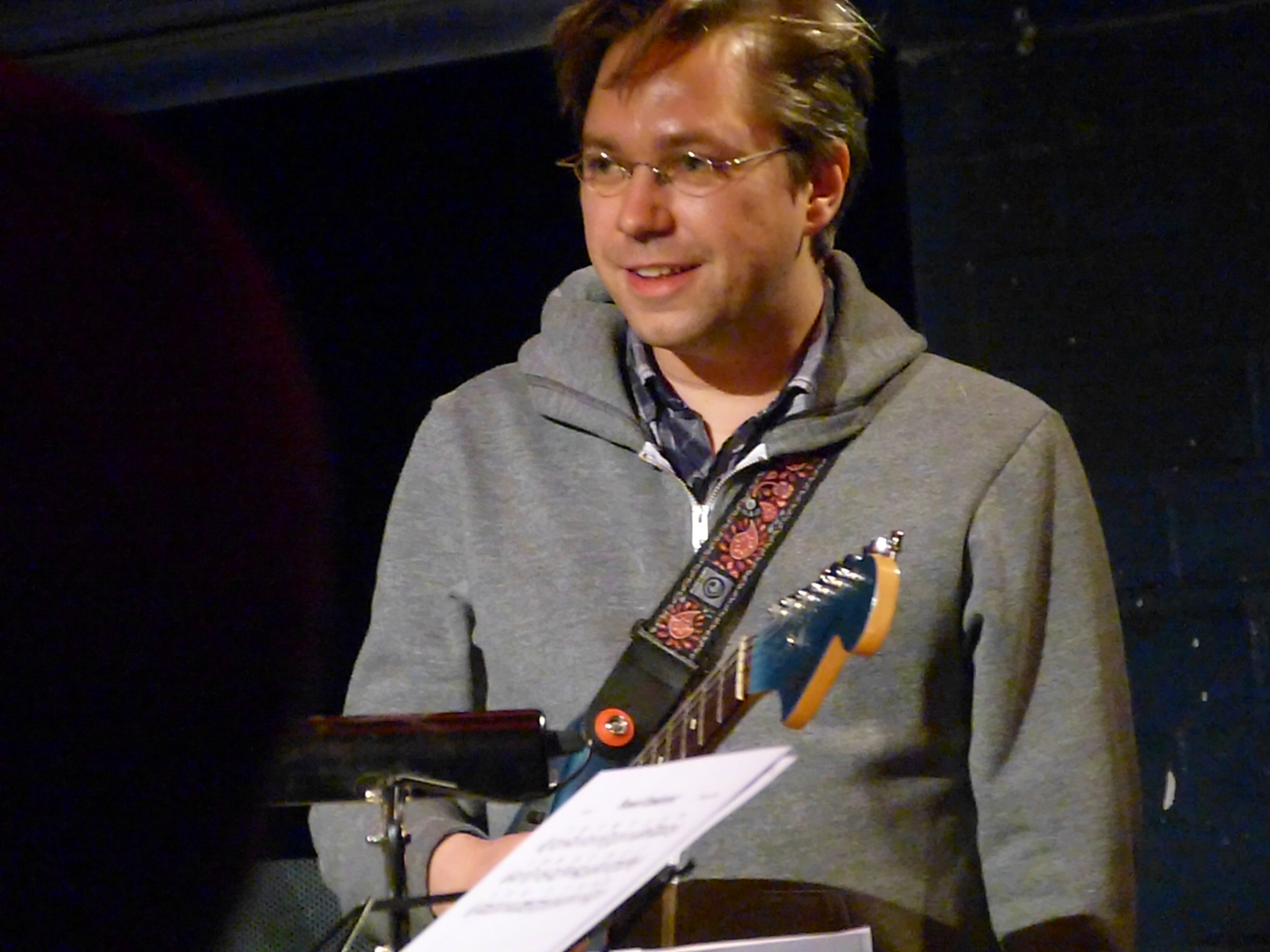
Tobias Hoffmann im ARTheater (2015)

Tobias Hoffmann (* 23. Februar 1982 in Remscheid) ist ein deutscher Jazzgitarrist und -komponist.

## Leben und Wirken
Hoffmann erlernte zunächst ab 1988 das Gitarrespielen autodidaktisch und unter Anleitung seines Vaters; von 1998 bis 2001 erhielt er Unterricht an der Musikschule Bonn sowohl in Klassischer Gitarre als auch in Jazzgitarre. Bereits von 2000 bis 2001 Jungstudent, studierte er nach Abitur und Zivildienst zwischen 2002 und 2007 an der Hochschule für Musik Köln im Hauptfach Jazzgitarre bis zum Diplom-Abschluss.
Anfang 2006 startete Hoffmann seine Band Fallschirme als Trio. Bereits im Juni 2006 trat die Band für das Goethe-Institut in London auf; ihr erstes Album erschien 2007. Im Folgejahr veränderte er die Besetzung mit Holger Werner an der Bassklarinette und Frank Kampschroer am E-Bass zum Quartett; Konzerte in Deutschland (Mitschnitt von Radio Bremen) und Luxemburg schlossen sich an, außerdem eine weitere Platten-Produktion mit dem Titel Fallschirme 2. Er spielte mit verschiedenen Ensembles in Lateinamerika, Indien, Russland, Kuba und weiten Teilen Europas, präsentierte sich auf dem Gexto Jazzfestival, Traumzeit-Festival, North Sea Jazz Festival, der Jazzwoche Burghausen, JazzBaltica. 2012 gründet er das Tobias Hoffmann Trio, dessen Album 11 Famous Songs Tenderly Messed Up auf dem Label Klaeng Records erschien.

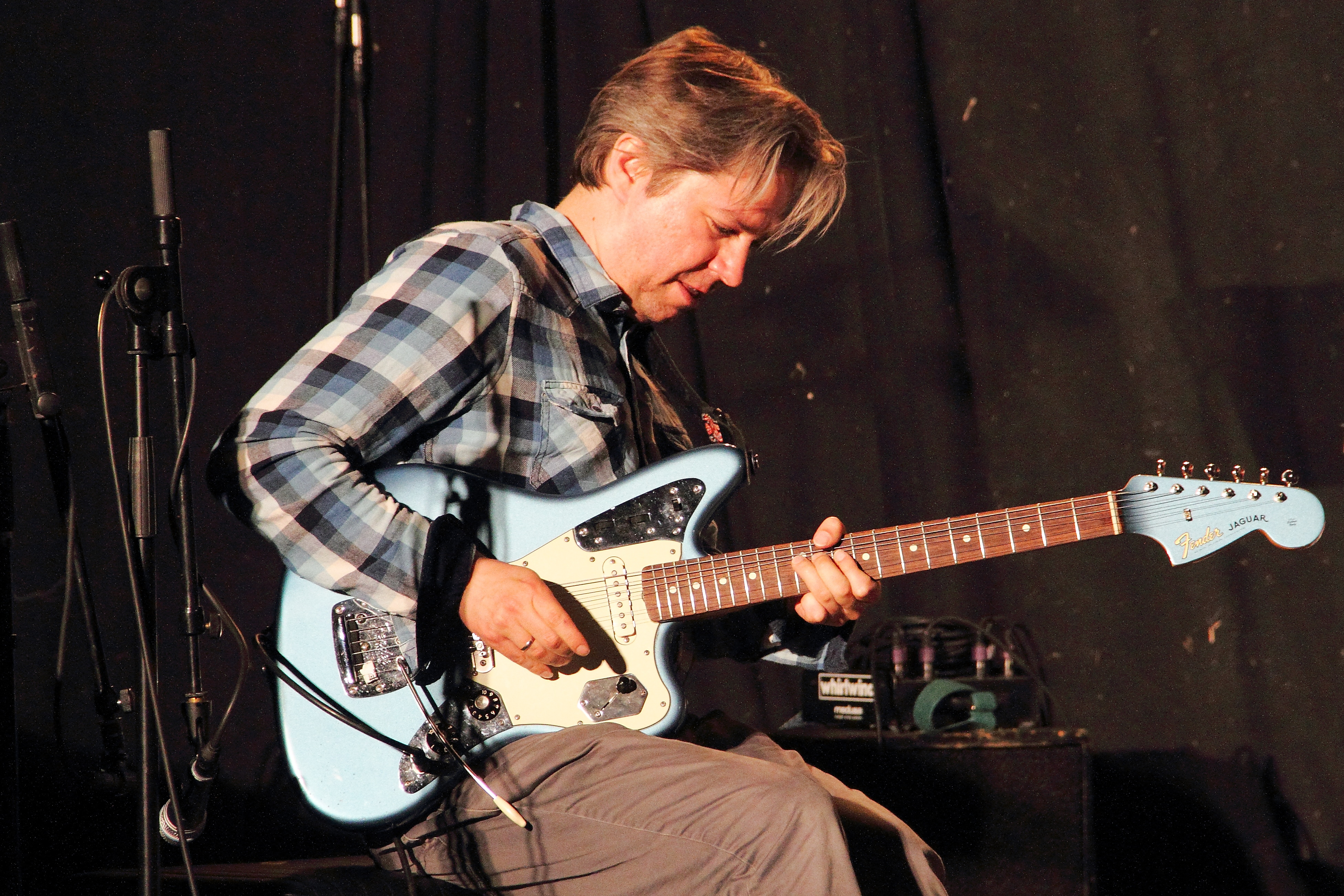
Mit dem Tobias Hoffmann Trio beim INNtöne Jazzfestival 2017

Hoffmann ist auch Mitglied der Band Expressway Sketches (mit Benjamin Schaefer, Max Andrzejewski und seit 2014 Lukas Kranzelbinder), Max Andrzejewski's Hütte, Peter Kahlenborn Trio und auf Aufnahmen von Magnus Mehl, Frederik Köster, Mucho Gusto, Tobias Christls Lieblingsband, Bellbird sowie dem Cologne Contemporary Jazz Orchestra mit Christian Brückner und Frederik Köster zu hören.
Hoffmann, der an der Offenen JazzHausSchule unterrichtet, organisierte von 2007 bis 2013 die Reihe „Zockpalast“ in der Kölner Barracuda Bar. Anfang 2010 gründete er mit Jonas Burgwinkel, Tobias Christl, Pablo Held, Niels Klein, Frederik Köster und Robert Landfermann das Kölner Jazzkollektiv KLAENG, das seit 2014 mit Klaeng Records auch ein unabhängiges Jazzplattenlabel betreibt.
Seit 2021 ist er Professor für Jazzgitarre und Comboleitung an der Staatlichen Hochschule für Musik Trossingen.

## Preise und Auszeichnungen
Hoffmann gewann 2009 als Mitglied des Frederik Köster Quartetts den Neuen Deutschen Jazzpreis. 2010 war er Preisträger des Horst und Gretl Will-Stipendiums der Stadt Köln für Jazz/Improvisierte Musik; in der Begründung hieß es: „Jazz, Blues, Rock und E-Sounds treffen aufeinander, verschmelzen dabei - oder kontrastieren ganz bewusst. … Seine Kompositionen besitzen die Schlichtheit von Songs. Den Musikern bleibt so viel Raum zu Improvisation und Gestaltung. Mit seinem ungewöhnlichen Stil definiert Hoffmann einen neuen Weg zwischen Jazz und Rock.“ Mit Max Andrzejewskis Hütte gewann er auch 2013 den Neuen Deutschen Jazzpreis (und ist damit der bisher einzige Musiker der diesen Preis zweimal gewann). 2015 erhielt Hoffmann einen ECHO Jazz als Gitarrist des Jahres National für das Album Tobias Hoffmann Trio – 11 Famous Songs Tenderly Messed Up. Im Januar 2016 erhielt er den WDR Jazzpreis in der Kategorie „Improvisation“.

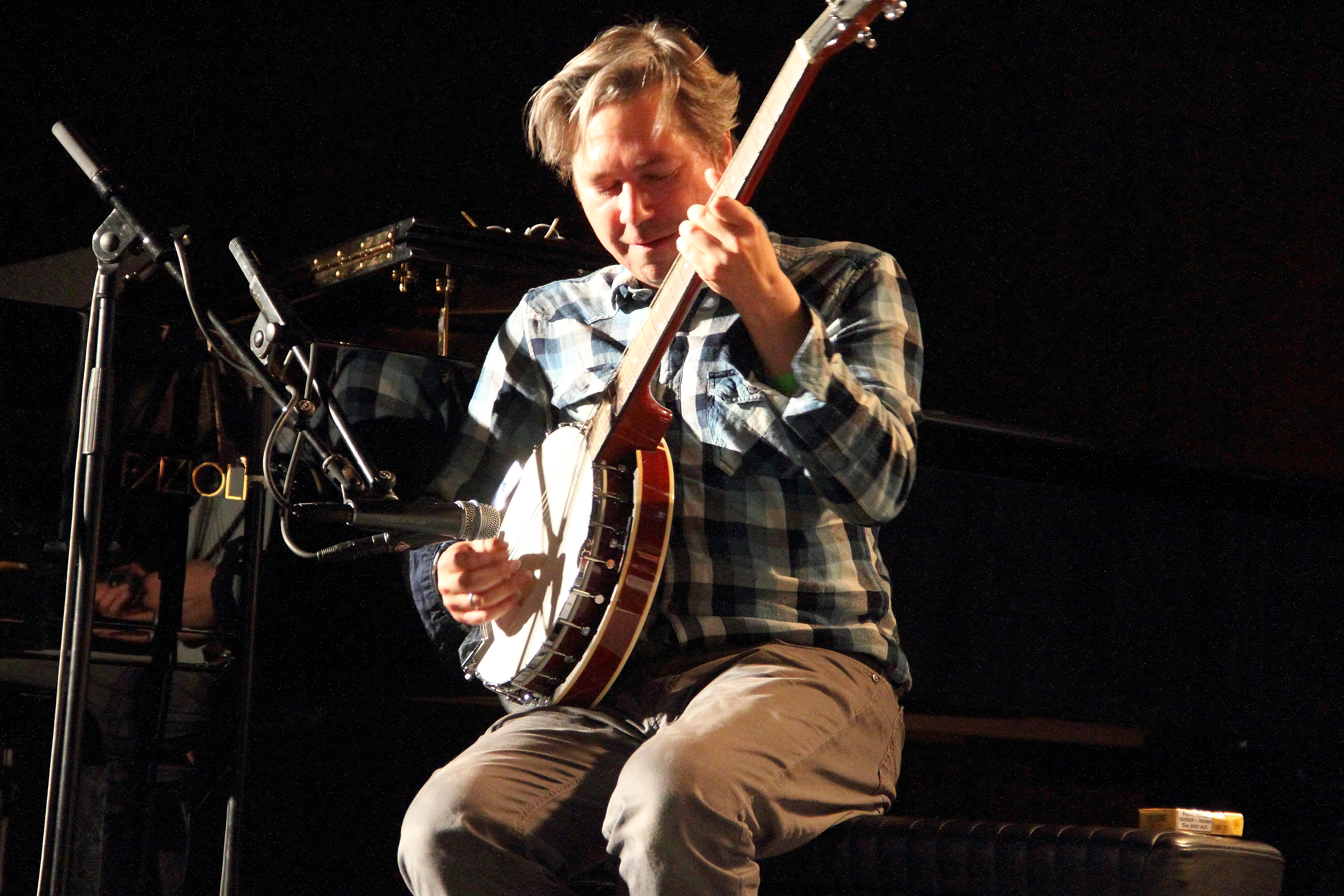
Tobias Hoffmann mit dem Banjo beim INNtöne Jazzfestival 2017

## Diskographische Hinweise
- Fallschirme (JazzHausMusik; mit Matthias Nowak, Ralf Gessler, 2007)
- Tobias Hoffmann’s Fallschirme 2 (JazzHausMusik, 2010)
- Expressway Sketches (JazzHausMusik; 2010, mit Benjamin Schaefer, Max Andrzejewski)
- Tobias Hoffmann Trio 11 Famous Songs Tenderly Messed Up (Klaeng Records; 2014, mit Frank Schönhofer, Etienne Nillesen)[7]
- Expressway Sketches Love Surf Music (Klaeng Records; 2015)
- Ballads, Blues, & Britney (Klaeng Records; 2017)
- Expressway Sketches Surfin’ the Day  Lovin’ the Night (Klaeng; 2019, mit Benjamin Schaefer, Max Andrzejewski, Lukas Kranzelbinder sowie Johannes Schleiermacher)[8]
- Slow Dance (Klaeng; 2022, mit Frank Schönhofer, Etienne Nillesen)[9]
- Italy (Klaeng; 2023)[10]